# 高粱泡
高粱泡（学名：Rubus lambertianus）是蔷薇科悬钩子属的植物。分布于 日本、台湾、俄罗斯远东地区以及中国大陆的湖南、浙江、湖北、广东、江苏、福建、云南、广西、江西、河南等地，生长于海拔100米至2,500米的地区，一般生长在山谷、路旁灌木丛中阴湿处、林缘、生低海拔山坡或草坪。

## 异名
- 腺毛高粱泡（学名：Rubus lambertianus var. glandulosus）为蔷薇科悬钩子属下的一个变种。
- 光滑高粱泡（学名：Rubus lambertianus var. glaber）为蔷薇科悬钩子属下的一个变种。
- 毛叶高粱泡（学名：Rubus lambertianus var. paykouangensis）为蔷薇科悬钩子属下的一个变种。